# Kathimeriní
I Kathimeriní (en griego: Η Καθημερινή, El Diario) es un diario griego publicado en Atenas y fundado en 1919. Cuenta también con una edición abreviada en inglés que se vende en Estados Unidos junto con el International New York Times. Es considerado como un periódico de gran formato, de alta calidad y de tendencia política conservadora.

## Historia
I Kathimerini fue fundado por Georgios Vlachos en 1919 y más tarde heredaron la dirección su hija, Eleni Vlachou, y el marido de ésta, el comandante de submarinos retirado Constantinos Loundras. En sus primeras décadas de existencia fue muy crítico con el gobierno de Eleftherios Venizelos y apoyó la coalición antivenizelista de Dimítrios Goúnaris y su Partido Popular. Posteriormente, defendió la dictadura de Metaxás (1936-1941), el gobierno de Aléxandros Papagos de 1952 y la Unión Radical Nacional de Constantinos Karamanlís, manifestándose en contra de la familia Papandreu. No obstante, también se opuso con firmeza a la ocupación de Grecia por las Fuerzas del Eje (1941-1944) y a la Dictadura de los Coroneles (1967-1974). A este respecto, resulta significativo que el 21 de abril de 1967 Eleni Vlachou interrumpió la publicación del periódico. Los militares trataron de obligarla a continuar con la edición del diario, pero ella se negó y el 21 de diciembre huyó al extranjero. Regresó a Grecia el 9 de agosto de 1974, ya cuando la Junta de los Coroneles había caído, y volvió a sacar a la circulación el Kathimeriní el 15 de septiembre de 1974. En 1995, poco antes de morir, Eleni Vlachou vendió la compañía a Arístides Alafouzos, a quien pertenece el periódico desde entonces.
A pesar de haberse visto inmiscuido en numerosos escándalos políticos, I Kathimeriní continúa siendo un periódico de referencia en la Grecia actual. Según algunas fuentes, la página web de I Kathimeriní se encontraba, en agosto de 2015, entre los puestos 81 y 86 de las páginas más visitadas en Grecia. Otras fuentes señalan que es la vigesimotercera página de noticias más visitada en Grecia, al atraer a tres millones de visitantes al mes.